# Arlindo Rangel
Arlindo Rangel da Cruz ist ein osttimoresischer Politiker. Er ist Mitglied der FRETILIN.
In der II. Übergangsregierung Osttimors, während der Übergangsverwaltung der Vereinten Nationen für Osttimor (UNTAET), war Rangel stellvertretender Finanzminister vom 20. September 2001 bis 19. Mai 2002. In der I. konstitutionellen Regierung Osttimors war Rangel dann ab dem 20. Mai Staatssekretär für Handel und Industrie, bis das Amt nach einer Regierungsumbildung am 26. Juli 2005 wegfiel.